# プライベート・メッセージ
プライベート・メッセージ（英語: private message）、パーソナル・メッセージ（英語: personal message）、またはダイレクト・メッセージ（英語: direct message）とは、電子掲示板（BBS）やインターネット・フォーラム、ソーシャル・ネットワーキング・サービス（SNS）などで使用される機能で、利用者同士の個人的な連絡を取るために使われる簡易的なメッセージ送受信システム。しばしばPM、もしくはDMと略される。
初期のWWWではメール・アドレスを投稿者に入力させ、これを表示していたが、この手法は悪意のある者がアドレスを収集し、不正に利用することを防げなかった。だがプライベート・メッセージが導入されたことで、利用者はアドレスを相手に知らせることなく連絡を取り合うことが可能になり、またフォーラムを通して送受信するため、利用者の通報によりウェブマスターやモデレーターが介入することも可能になった。
BBCodeを利用できる多くのフォーラムでは、同様にプライベート・メッセージの文面にも使うことができる。